# Бланко, Карлос (футболист)
Ка́рлос Бла́нко Кастаньо́н (исп. Carlos Blanco Castañón; 5 марта 1927 — 9 января 2011) — мексиканский футболист, играл на позиции нападающего. Участник чемпионатов мира (1954, 1958).

## Биография

### Клубная карьера
Бланко родился в Мадриде, но всю свою карьеру играл в Мексике. В 1945 году стал игроком клуба Астуриас, за который играл в течение пяти сезонов. В 1950 году перешёл в Некаксу, за которую отыграл три сезона. В 1953 году перешёл в «Депортиво Марте», в составе которого выиграл чемпионский титул и трофей Чемпион чемпионов Мексики в 1954 году.
В 1954 году перешёл в «Толуку», за которую играл в течение четырёх сезонов и в 1956 году завоевал Кубок Мексики.

### Карьера в сборной
Родившийся в Испании, Бланко был натурализован, чтобы играть за сборную Мексики. Принимал участие на Панамериканском чемпионате 1952 года, где был основным игроком и сыграл в 4 матчах на турнире.
На чемпионате мира 1954 года вошёл в заявку сборной, но на поле не выходил. Спустя четыре года на чемпионате мира 1958 года играл в двух матчах группового этапа со сборными Уэльса (1:1) и Венгрии (0:4). Всего за сборную Мексики сыграл 7 матчей.

### Смерть
Скончался 9 января 2011 года в возрасте 83 лет.

## Достижения
«Депортиво Марте»
- Чемпион Мексики (1): 1953/54
- Обладатель трофея Чемпион чемпионов Мексики (1): 1954

«Толука»
- Обладатель Кубка Мексики (1): 1955/56